# Muhyiddin Yassin
Muhyiddin Yassin (Muar, 15 maggio 1947) è un politico malese, Primo ministro della Malaysia dal 1º marzo 2020 al 20 agosto 2021.
Durante il suo mandato, ha affrontato sfide economiche e sanitarie legate alla pandemia di COVID-19. Tuttavia, le sue decisioni politiche hanno suscitato controversie e critiche da parte di diverse fazioni. Muhyiddin è fedele al principio della “supremazia malay”.

## Critiche e controversie

### Controversia sul nome legale
Il 2 aprile 2021, il tribunale di Shah Alam ha annullato un ordine di detenzione preventiva da lui firmato durante il suo periodo da Ministro degli Interni, poiché aveva utilizzato il suo nome non ufficiale, Muhyiddin bin Mohd. Yassin, anziché il suo nome legale/nome di nascita, Mahiaddin bin Md. Yasin.

### Arresto e processo
Il 10 marzo 2023, Muhyiddin è stato accusato di abuso di potere e riciclaggio di denaro in relazione all’assegnazione di contratti governativi durante la pandemia di COVID-19. Le accuse sono state depositate dopo che Muhyiddin è stato interrogato per diverse ore dagli investigatori dell’agenzia anti-corruzione della Malesia su un programma di sostegno del governo che il suo governo ha introdotto per aiutare gli imprenditori edili durante il lockdown. Ha ottenuto dal giudice la cauzione per 2 milioni di ringgit malesi e gli è stato chiesto di consegnare il suo passaporto. Muhyiddin è ora il secondo ex primo ministro malese ad essere accusato di corruzione, dopo che Najib Razak è stato condannato a 12 anni per corruzione che coinvolgeva la società di investimento statale 1MDB.
Davanti ai magistrati del tribunale di Kuala Lumpur si è dichiarato innocente, definendo il suo caso come esempio di “persecuzione politica”. All’ingresso del tribunale Muhyiddin ha più volte ribadito ai giornalisti che le indagini puntano a indebolire la posizione della Perikatan Nasional in vista delle elezioni statali di giugno. In successive interviste, Primo Ministro Anwar Ibrahim ha più volte negato il coinvolgimento del Governo, sostenendo che le indagini della MACC si sono svolte in maniera indipendente, e sono in corso già da diversi mesi.